# Ceinture noire contre kung fu
 (février 2022).
Si vous disposez d'ouvrages ou d'articles de référence ou si vous connaissez des sites web de qualité traitant du thème abordé ici, merci de compléter l'article en donnant les références utiles à sa vérifiabilité et en les liant à la section « Notes et références ».

Ceinture noire contre kung fu est un film hongkongais réalisé par Chang Cheh, sorti en 1974 et en France en 1982. Comme l'indique son nom chinois il relate la rencontre des bandits Fang Shi-yu et Hong Xiguan, une histoire déjà adaptée plusieurs fois au cours des années 1950. Contrairement à ce que laisse entendre son titre français original, il n'y est pas question de ceinture noire.

## Synopsis
Après avoir neutralisé avec succès un repaire de suprémacistes Han animés de xénophobie anti-mandchoue, les autorités cherchent à mettre hors d'état de nuire les derniers comploteurs ayant fui les combats.
Les forces de l'ordre, misant sur l'habileté pour mettre en échec les techniques de violence physique utilisées par les rebelles, parviennent à exploiter le manque de perspicacité de l'un de ces derniers, un freluquet du nom de Fang Shi-yu, pour appréhender l'un des plus dangereux meneurs, Hong Xiguan, une brute bardée de muscles semant la mort sur son passage. Mais les activistes n'ont malheureusement pas dit leur dernier mot.

## Fiche technique
- Titre : Ceinture noire contre kung fu
- Tite original : Fang Shi Yu yu Hong Xiguan, (Fang Shi-yu et Hong Xigguan), Heroes Two
- Réalisation : Chang Cheh
- Scénario : Chang Cheh, Ni Kuang
- Chorégraphie martiale :  Tang Chia, Huang Pei-chi
- Société de production : Shaw Brothers
- Pays d'origine : Hong Kong
- Format : Couleurs - 2,35:1 - Mono - 35 mm
- Genre : karaté
- Durée :
- Date de sortie : 19 janvier 1974 (Hongkong)

## Distribution
(par ordre d'apparition au générique)
- Chen Kuan-tai : Hong Xiguan, un homme brutal puissamment musclé
- Fu Sheng : Fang Shi-yu, un jeune dilettante
- Fang Hsin : "3ème sœur", une jeune veuve
- Chu Mu : le général Che Kang, un haut gradé
- Wang Ching
- Tang Yen-tsan
- Chiang Nan
- Liu Chia-yung : un bonze tibétain